# Zusters van de Heilige Familie

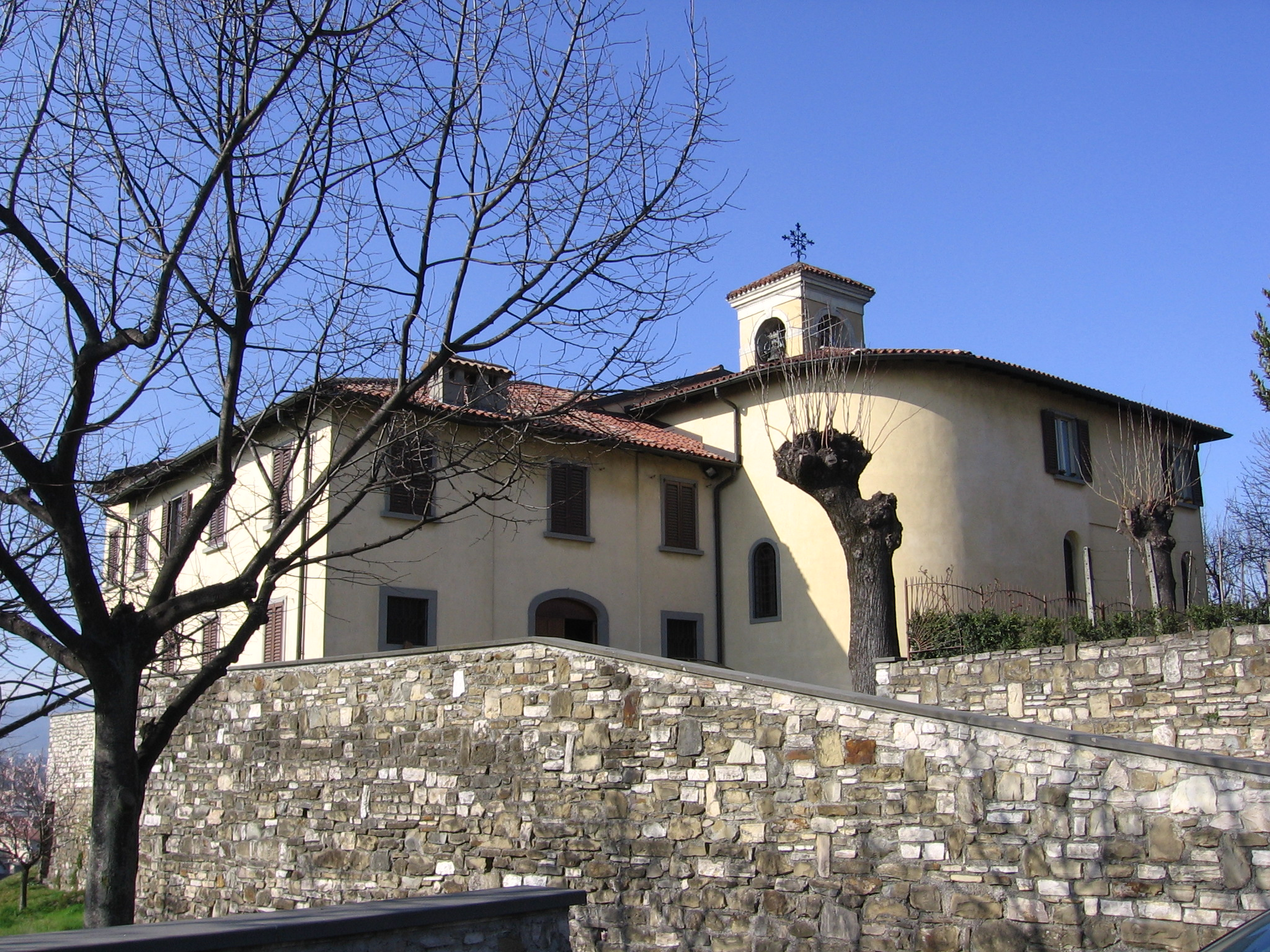

De Zusters van de Heilige Familie (Latijn: Congregatio Sororum a Sacra Familia) (ISF) is een congregatie gesticht door Paola Elisabetta Cerioli op 8 december 1857 in het Palazzo Tassis di Comonte in Seriate (Bergamo, Italië). Het kreeg zijn Pauselijke Goedkeuring in 1896.
Paola Elisabetta Cerioli ging ervan uit dat: "nederigheid, eenvoud, liefde op het werk, in navolging van de Heilige Familie van Nazareth, de geest zal vormen die eigen is aan dit instituut". Ze was ervan overtuigd dat kinderen, om veilig en sterk te worden, behoefte hebben aan een gezond en verenigd gezin, genereus en stabiel. Dat God, christelijke gezinnen, helpt om in elke omstandigheid de liefde van de barmhartige God te aanvaarden en uit te dragen.
Na haar dood in 1868 werd er een onafhankelijk mannelijke en vrouwelijke instituut opgericht, Congregazione Sacra Famiglia di Bergamo (CSF).